# Đụng độ ngẫu nhiên
Random encounter (hay chạm trán ngẫu nhiên, đụng độ ngẫu nhiên) là một tính năng thường được sử dụng trong các trò chơi nhập vai khác nhau, theo đó người chơi điều khiển nhân vật người chơi đụng độ với nhân vật kẻ thù không phải người chơi (NPC) hoặc các mối nguy hiểm khác xảy ra thường xuyên và ngẫu nhiên, thường là kẻ thù không thể lường trước được. Nói chung, các cuộc đụng độ ngẫu nhiên thường được sử dụng để mô phỏng những thử thách liên quan đến việc ở trong một môi trường nguy hiểm - chẳng hạn như một vùng hoang dã hoặc dungeon bị quái vật đe dọa - với tần suất xuất hiện và cơ chế không được rõ ràng (trái ngược với cuộc đụng độ "được sắp đặt sẵn"). Những cuộc đụng độ ngẫu nhiên thường xuyên là phổ biến trong các trò chơi nhập vai của Nhật Bản như Dragon Quest,Pokémon và loạt trò chơi Final Fantasy.

## Trò chơi nhập vai
Những cuộc đụng độ ngẫu nhiên — đôi khi được gọi là quái vật phiêu bạt — là một đặc điểm của board game Dungeons & Dragons từ những năm đầu của thập niên 70. Cơ chế này vẫn được lưu lại trong trò chơi và các nhánh con của nó cho đến ngày nay. Cuộc đụng độ ngẫu nhiên thường được xác định bởi người quản trò bằng cách lăn xúc xắc ra số để đối chiếu một bảng đụng độ ngẫu nhiên. Các bảng thường dựa trên địa hình (và/hoặc thời gian/thời tiết) và có cơ hội cho các cuộc đụng độ khác nhau với số lượng hoặc loại sinh vật khác nhau. Các kết quả có thể được sửa đổi bởi các bảng khác, chẳng hạn như liệu cuộc gặp gỡ là thân thiện, trung lập hay thù địch. Các quản trò thường được khuyến khích lập bảng riêng. Các cuộc phiêu lưu cụ thể thường có bảng cụ thể cho các địa điểm, như hành lang của một ngôi đền.
Quái vật phiêu bạt thường được sử dụng để làm bào mòn nhân vật người chơi và buộc họ sử dụng hết tài nguyên tiêu hao (chẳng hạn như sức khỏe, phép thuật và bình thuốc chữa bệnh) như một cách trừng phạt họ vì đã dành quá nhiều thời gian trong một khu vực nguy hiểm.

## Trò chơi điện tử
Những cuộc đụng độ ngẫu nhiên đã được đưa vào các trò chơi điện tử nhập vai thời kỳ đầu và đã trở nên phổ biến trong thể loại này. Các cuộc đụng độ ngẫu nhiên và sắp đặt đều được sử dụng trong Wizardry vào năm 1981 và vào giữa những năm 1980, các cuộc đụng độ ngẫu nhiên đã tạo nên phần lớn các trận chiến trong các trò chơi định nghĩa thể loại như Dragon Warrior, Final Fantasy và The Bard's Tale. Các cuộc đụng độ ngẫu nhiên xảy ra khi người chơi du hành trong thế giới trò chơi (thường là thông qua việc sử dụng "bản đồ thế giới" hoặc thế giới ngầm). Thông thường, người chơi gặp kẻ thù để chiến đấu, nhưng đôi khi các nhân vật thân thiện hoặc trung lập có thể xuất hiện, người mà người chơi có thể có những tương tác khác với kẻ thù thông thường. Các cuộc đụng độ ngẫu nhiên là ngẫu nhiên về mặt người chơi không thể đoán trước được thời điểm đụng độ chính xác hoặc sẽ gặp phải quái vật gì, vì sự kiện xảy ra dựa trên các yếu tố như xác suất được lập trình. Bộ tạo số giả ngẫu nhiên tạo ra một dãy số được sử dụng để xác định xem liệu một cuộc đụng độ có xảy ra hay không. Hình thức và tần suất có thể thay đổi tùy thuộc vào một số yếu tố, chẳng hạn như vị trí của người chơi trong thế giới trò chơi và số liệu thống kê về nhân vật người chơi. Trong một số trò chơi, có thể tìm thấy các vật phẩm để tăng hoặc giảm tần suất các cuộc đụng độ ngẫu nhiên, thậm chí để loại bỏ chúng hoàn toàn hoặc tăng tỷ lệ gặp phải một cuộc đụng độ cụ thể.
Các cuộc đụng độ ngẫu nhiên thường xảy ra thường xuyên hơn trong dungeon, hang động, rừng, sa mạc và đầm lầy hơn là ở đồng bằng. Loại thuật toán gặp ngẫu nhiên đơn giản nhất sẽ như sau:
1. Mỗi bước, đặt X thành một số nguyên ngẫu nhiên từ 0 đến 99.
2. Nếu ở vùng đồng bằng và X<8, một cuộc đụng độ ngẫu nhiên xảy ra.
3. Nếu ở đầm lầy, sa mạc hoặc rừng và X<16, một cuộc đụng độ ngẫu nhiên sẽ xảy ra.

Vấn đề với thuật toán này là các cuộc đụng độ ngẫu nhiên xảy ra "quá" ngẫu nhiên so với thị hiếu của hầu hết người chơi, vì sẽ có tình trạng một nơi gặp "quá ít" và một nơi "quá nhiều" tùy theo sự sắp xếp. Các cuộc đụng độ ngẫu nhiên liên tiếp nhanh chóng thường bị coi là không mong muốn vì chúng khiến người chơi cảm thấy bị "sa lầy" bởi vì với những thuật toán đơn giản, có thể xảy ra cuộc đụng độ chỉ sau một bước từ cuộc đụng độ trước đó. Ví dụ, các trò chơi đầu tiên trong loạt Dragon Quest cho phép các cuộc đụng độ ngẫu nhiên diễn ra từ bước này đến bước khác. Một thuật toán đụng độ ngẫu nhiên phức tạp hơn (và tương tự như thuật toán được sử dụng trong nhiều trò chơi ) sẽ như sau:
1. Đặt X thành một số nguyên ngẫu nhiên từ 64 đến 255.
2. Đối với mỗi bước ở đồng bằng, giảm X đi 4. Đối với mỗi bước trong rừng, đầm lầy hoặc sa mạc, giảm X đi 8.
3. Khi X < 0, một cuộc chiến xảy ra. Chuyển sang bước 1.

Điều này đảm bảo rằng, ở bất kỳ địa hình nào, người chơi sẽ không gặp nhiều hơn một cuộc chạm trán ngẫu nhiên cứ sau tám bước. Một trò chơi với loại hệ thống này đôi khi có thể bị lợi dụng bằng cách bắt đầu một số hành động sẽ đặt lại bộ đếm (tạm dừng, mở menu, lưu), đặc biệt khi sử dụng trình giả lập. Đây là một thủ thuật phổ biến trong trò chơi chạy tốc độ để bỏ qua các trận đánh tốn thời gian hoặc nguy hiểm hoặc nó có thể được sử dụng để đảm bảo rằng mỗi trận chiến dẫn đến một cuộc đụng độ hiếm hoi hoặc có giá trị.
Các cuộc đụng độ ngẫu nhiên đã trở nên ít phổ biến hơn trong các trò chơi điện tử theo thời gian, vì các game thủ thường phàn nàn rằng chúng gây khó chịu, lặp đi lặp lại hoặc không khuyến khích phiêu lưu khám phá. Loạt trò chơi Final Fantasy và Tales đã từ bỏ hệ thống đụng độ ngẫu nhiên trong các trò chơi về sau, trong khi các loạt trò chơi tương đối mới hơn như loạt Chrono và Kingdom Hearts chưa bao giờ sử dụng chúng.
Một chiến thuật thường được sử dụng hơn trong các trò chơi nhập vai sau này (được sử dụng trong Final Fantasy XII, Radiata Stories, Fallout 1 và 2 (nhưng Fallout 1 và 2 cũng có các cuộc đụng độ ngẫu nhiên không giới hạn trên bản đồ thế giới), Legend of Legaia và tất cả các trò chơi Kingdom Hearts là thiết lập một số lượng hữu hạn kẻ thù trong một khu vực nhất định. Điều này cắt giảm việc cày cuốc và không ngăn cản việc khám phá ở mức độ tương tự. Một cách tiếp cận tương tự là spawn, nơi quái vật luôn xuất hiện (lại) ở cùng một vị trí, như đã thấy trong Chrono Trigger và hầu hết trong Dragon Quest IX. Cả hai cách tiếp cận đều cho người chơi cơ hội dự đoán, né tránh hoặc lựa chọn cho các cuộc đụng độ.